# 坎普龍屬

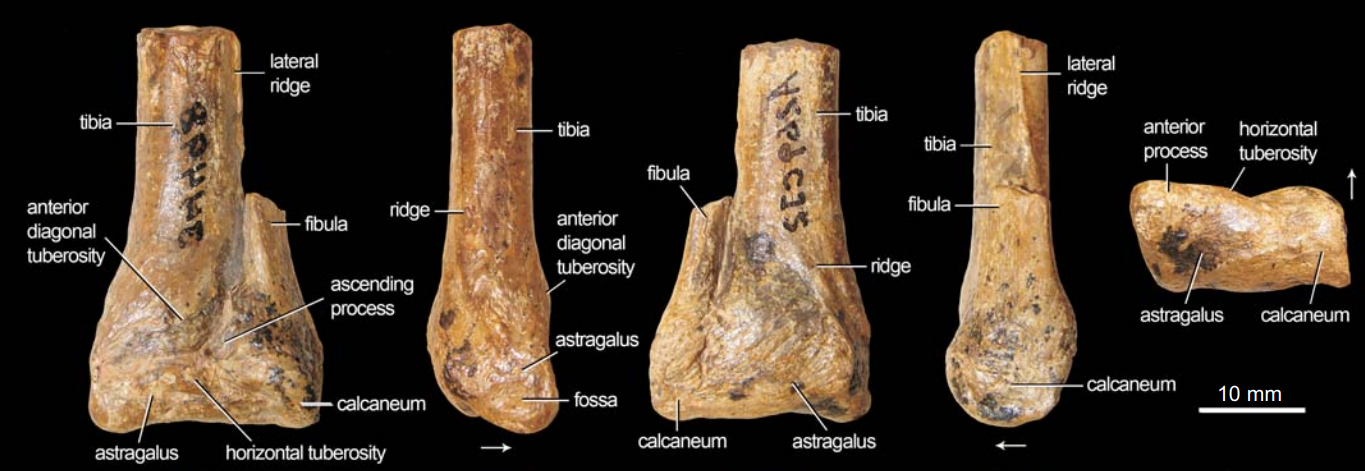
坎普龍的正模標本

坎普龍屬是腔骨龍科恐龍的一屬，生存於晚三疊紀的北美洲。化石發現於諾利階早到中期地層，是目前已知最古老的新獸腳類恐龍。
正模標本（編號UCMP 34498）是一個部分後肢，除此以外還發現許多破碎骨頭。如同其他腔骨龍科，坎普龍有著互相固定、癒合的脛跗骨及腓跗骨。不同於其近親，坎普龍的脛骨接觸跗骨處的後側有明顯的稜脊；另一特徵是距骨缺乏大型中線骨髁。
模式種是亞利桑那坎普龍（C. arizonensis），由阿德里安·亨特（Adrian Hunt）與史賓賽·盧卡斯（Spencer G. Lucas）、羅伯特·蘇利文（Robert Sullivan）等人在1998年正式敘述、命名。屬名是以古生物學家Charles Lewis Camp為名；種名是以化石發現處的美國亞利桑那州為名。
坎普龍與腔骨龍相似，有可能是腔骨龍的一個種。由於牠的化石只有部份的腳骨及其他骨頭，目前的狀態是一個疑名。近年根據兩個後肢的自衍徵，坎普龍被認為是有效屬。在2011年的種系發生學分析，坎普龍被認為是合踝龍的近親；在該研究中，合踝龍被歸類於腔骨龍的一個種。